# Myndus semibrunnea
Myndus semibrunnea är en insektsart som beskrevs av Frederick Arthur Godfrey Muir 1927. Myndus semibrunnea ingår i släktet Myndus och familjen kilstritar.
Artens utbredningsområde är Samoa. Inga underarter finns listade i Catalogue of Life.